# Farkas Ferenc (zeneszerző)
Galántai Farkas Ferenc (Nagykanizsa, 1905. december 15. – Budapest, 2000. október 10.) kétszeres Kossuth-díjas és Erkel Ferenc-díjas magyar zeneszerző, érdemes és kiváló művész.

## Életútja
A nemesi származású galántai Farkas család sarja. Apja, a római katolikus galántai Farkas Aladár (1874–1949), ezredes, anyja, az ágostai vallású nemesi salfai Saly Blanka (1885–1966) asszony volt. Apai nagyszülei, galántai Farkas Ferenc (1837–1908), balassagyarmati köz- és váltóügyvéd, Nógrád vármegye tiszti főügyésze és Reményi Franciska (1840–1893) asszony voltak. Farkas Ferencné Reményi Franciska bátyja, a világ öt kontinensén ismert virtuóz Reményi Ede (1828–1898) zeneszerző, hegedűművész volt. Az anyai nagyszülei salfai Saly Antal (1859–1892), bajai gyógyszerész, és Kobelrausch Laura (1867–1928) voltak. Farkas Ferenc zeneszerzőnek az apai dédszülei galántai Farkas Ferenc, aki uradalmi ispán volt Kemencén, Hont vármegyében, és a polgári származású Czeller Jozefa voltak.
Zenei tanulmányait 1922–27 között a Nemzeti Zenedében, majd a Liszt Ferenc Zeneművészeti Főiskolán Weiner Leónál, illetve Siklós Albertnél és Fejér Ferencnél. 1929–31 között a római Santa Cecilia Akadémián Ottorino Respighitől tanulhatott ösztöndíjasként. Hosszabb időt töltött külföldi színházaknál, például Párizsban. Később Bécsben és Koppenhágában is, ahol filmzenéket komponált Fejős Pál filmjeihez. 
1927–29 között a Városi Színház (mai nevén Erkel Színház) korrepetitora és karmestere volt. Külföldről hazaérkezve 1935-41-ig a Székesfővárosi Felsőbb Zeneiskolában tanított. Ezt követően 1943-ig a kolozsvári Állami Zenekonzervatórium zeneszerzéstanára, majd igazgatója is volt, közben a Kolozsvári Nemzeti Színháznál a karigazgatói feladatokat is ellátta. 1945-46-ban a budapesti Operaház karigazgató-helyetteseként dolgozott, majd az általa alapított székesfehérvári zeneiskola igazgatója lett.
1949-től 1975-ig a Zeneakadémia zeneszerzés tanszakának vezetőjeként és tanáraként a ma ismert magyar zeneszerzők többségét tanította, mint például Ligeti Györgyöt, Kurtág Györgyöt, Vass Lajost, Kocsár Miklóst, Durkó Zsoltot, Bozay Attilát, Szokolay Sándort, Petrovics Emilt, Vujicsics Tihamért, Jeney Zoltánt, Vidovszky Lászlót.
A zeneszerzői pályáját meghatározó hatások között ott találjuk a magyar népzenei elemeket, a klasszikus hagyományt, az olasz és általában a mediterrán dallamosságot, valamint a tizenkétfokú technikát egyaránt. A zenei élet legkülönbözőbb területein végzett munkáinak köszönhetően egyedülállóan biztos, szuverén kompozíciós technikára tett szert valamennyi műfajban. Tudása, stílusismerete, gazdag invenciója, széles körű műveltsége és humanizmusa a nemzetközileg elismert, jelentős zeneszerzők sorába emelte. Művészete nemcsak a 20. század magyar zenéjében volt meghatározó jellegű, de új perspektívákkal gazdagította azt.

Nevét ma több zeneiskola viseli az országban.

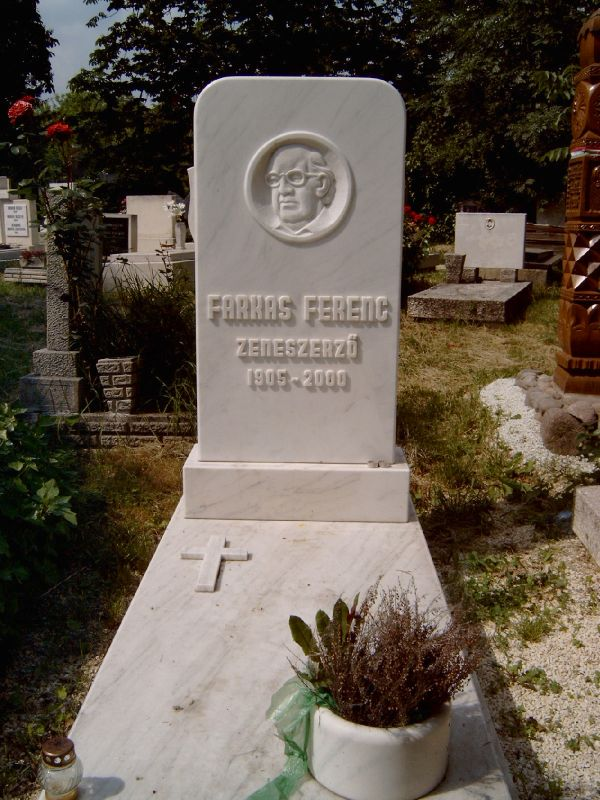
Farkas Ferenc sírja Budapesten. Farkasréti temető: 25-6-4.

## Díjai, elismerései
- 1932 Ferenc József-díj
- 1933 Liszt Ferenc-díj (zenekari Divertimentójáért)
- 1936, 1943 Klebelsberg-díj
- 1950 Kossuth-díj (a Csínom Palkó című daljátékáért)
- 1960 Erkel Ferenc-díj I. fokozata (a Cantus Pannonicus elismeréseként)
- 1965 Érdemes művész
- 1970 Kiváló művész
- 1975 Munka Érdemrend arany fokozata
- 1979 Herder-díj
- 1980 Babérkoszorúval ékesített Zászlórend
- 1986 Az Olasz Köztársasági Érdemrend lovagkeresztje
- 1991 Kossuth-díj
- 1994 Balatonlelle díszpolgára
- 1997 Magyar Örökség díj
- 2000 Bartók–Pásztory-díj

## Főbb művei
Farkas Ferenc rendkívül sokoldalú és termékeny zeneszerző volt. Művészetére jelentős hatást gyakorolt egykori mestere, Respighi zenei stílusa. Latinos műveltségét és külföldön szerzett tapasztalatait kiegészítette a régi magyar zene és a népzene iránti vonzalom. Gyakran választotta művei témájául a magyar történelem egy-egy kiemelkedő eseményét. Számos magyar költő verse ihlette dalok, kantáták komponálására.
Az alábbiakban olvasható egy válogatás gazdag életművéből.

### Színpadi művek
- A három csavargó – egyfelvonásos táncjáték (1932)
- A fülemüle (1941)
- A bűvös szekrény – kétfelvonásos vígopera (1942), Budapest, operaház
- Egy úr Velencéből (Casanova) – opera
- Furfangos diákok – táncjáték (1949)
- Csínom Palkó – daljáték (1950)
- daljátékok, rádió-daljátékok
- Vők iskolája – operett (1958)
- Vidróczki – zenés népopera (1964)
- Zeng az erdő

### Zenekari művek
Rhapsodia Carpathiana, Bábtáncoltató szvit, Musica pentatonica, Gyász és vigasz

### Versenyművek
Trittico concertato, Concerto all’ Antica, Serenata concertante, Concertino rustico

### Kamarazenei és szólóhangszerre írt művek
Régi magyar táncok, Chitaroedia Strigoniensis, Vonósnégyes, zongoradarab-ciklusok

### Kórusművek, oratorikus és vokális művek
Szent János kútja – lírai kantáta Dsida Jenő verseire, 
- Tinódi históriája Eger vár viadaláról,

Cantus Pannonicus – Janus Pannonius latin nyelvű verseire,
- Bontott zászlók,
- Aspriationes Principis,
- Vivit Dominus – kantáták,
- Ének vitéz Thury Györgyről – kantáta Nagykanizsa városa számára (1979)
- Szigetvár dicsérete – oratórium
- a capella kórusművek
- dalciklusok, például Gyümölcskosár
- Szent Margit mise
- Szent András mise
- Requiem

### Színpadi kísérőzenék
Madách Imre: Az ember tragédiája c. drámájához és egyéb művekhez.

### Filmzenék
Számtalan kísérőzenét komponált, többek között magyar, osztrák, dán, filmekhez, például 
- 1942 Emberek a havason
- 1948 Forró mezők
- 1948 Egy asszony elindul
- 1950 Felszabadult föld
- 1950 Dalolva szép az élet
- 1952 Vihar
- 1953 A harag napja
- 1953 Rákóczi hadnagya
- 1953 Gyöngyvirágtól lombhullásig
- 1954 Simon Menyhért születése
- 1954 Hintónjáró szerelem
- 1955 Dandin György, vagy a megcsúfolt férj
- 1956 Keserű igazság
- 1959 Merénylet
- 1960 Csutak és a szürke ló
- 1960 Három csillag
- 1961 Két félidő a pokolban
- 1961 Puskák és galambok
- 1962 Fagyosszentek
- 1963 Pacsirta
- 1965 A kőszívű ember fiai I-II.
- 1966 Kárpáthy Zoltán
- 1966 Egy magyar nábob
- 1968 Egri csillagok I-II.
- 1970 Szerelmi álmok – Liszt I-II.
- 1973 Csínom Palkó

## Diszkográfia
- Farkas Ferenc: Gyümölcskosár (Fruit Basket) – 12 dal szoprán szólóra, klarinétra, brácsára és zongorára (12 song for voice, clarinet, viola and piano), Weöres Sándor verseire, Omaggio a Pessoa – kantáta tenor szólóra, vegyeskarra és zenekarra (Cantata for tenor solo, mixed choir and orchestra), Hárs Ernő fordítása, Rózsamadrigál (Rose Madrigal) – vegyeskarra (for mixed choir a capella), Weöres Sándor versére, Correspondances – Nyolc darab zongorára (Huit pièces pour le piano), Aspirationes Principis – Rákóczi-kantáta – tenor, bariton szólóra és zenekarra (cantata for tenor, baritone and orchestra)

(P) 1978, 1979, 1986, 1988 Hungaroton
(C) 2000 Hungaroton Records LTD.
- Farkas Ferenc: KÓRUSMŰVEK (Choral works)

2005 Hungaroton HCD 32324
- Farkas Ferenc: KANTÁTÁK: Cantus Pannonicus – Cantata ex carminibus Jani Pannoni (1959) Szent János kútja (Saint John's Fountain) (1945-46) – lírikus kantáta (a liric cantata) Vivit Dominus (1981-82) Psalmus Davidis XVII. per coro misto ed orchestra Tavaszvárás (Waiting of Spring – cantata) (1967)

(P) 1961, 1960, 1986. Hungaroton
(C) 1999 Hungaroton Records LTD.
- Farkas Ferenc: NOTTURNO – ARS NOVA Énekegyüttes: Kórusművek (Choral Works), Az Öröm illan (Joy is Transient) (1962), Három vegyeskar Tóth Árpád verseire (Three Choruses on poems by Árpád Tóth), Pataki diákdalok a XVIII. századból (Students' Songs from Sárospatak – XVIII. c.), Pusztai vázlatok (Heide-Skizzen) (1980), Öt darab vegyeskarra (Five Pieces for Mixed Choir), Éjszakai gondolatok (Pensieri notturni) (1982) – M. Buonarotti.

(P) 2000 Hungaroton Records LTD.
- Farkas Ferenc: ZENEKARI MŰVEK, vezényel: Lehel György, Farkas András, Sándor Frigyes, Ferencsik János. Furfangos diákok (táncjáték) – szvit (The Sly Students – suite 1950), Concertino all'antica (1969), Piccola musica di concerto (1961), Concertino IV. (1984) oboára és vonószenekarra (for Oboe & Strings), Gyász és vigasz -Fejős Pál emlékére (Planctus et consolationes – In memoriam Pál Fejős 1965)

(P) 1956, 1968, 1987. Hungaroton (C) 1999 Hungaroton Records LTD.
- Számos hangfelvétel készült műveiből a Magyar Rádióban.

## Kötetei
- Vallomások a zenéről. Farkas Ferenc válogatott írásai; szerk. Gombos László, előszó Berlász Melinda; Püski, Budapest, 2004

### Angolul
- Angol nyelven megjelent interjú 1991.
- Angol nyelvű életrajz
- Farkas Ferenc honlapja – magyarul is

### Farkas Ferenc emlékezetére
- Búcsúztató beszéd – P. E.[halott link]
- Farkas Ferenc évszázada. Irta: Petrovics Emil. In: Muzsika, 2005. december
- Nekrológ – Új Ember 2000.
- Farkas Ferenc emlékszoba: A Magyar Nemzeti Múzeum Rákóczi Múzeumában, Sárospatakon
- Hangverseny F. F. születésének 100. évfordulója tiszteletére – Magyar Rádió
- Jeles magyarok: 100 éve született Farkas Ferenc

A Magyar Posta alkalmi bélyeget bocsátott ki Farkas Ferenc születésének századik évfordulója alkalmából.